# Sherry

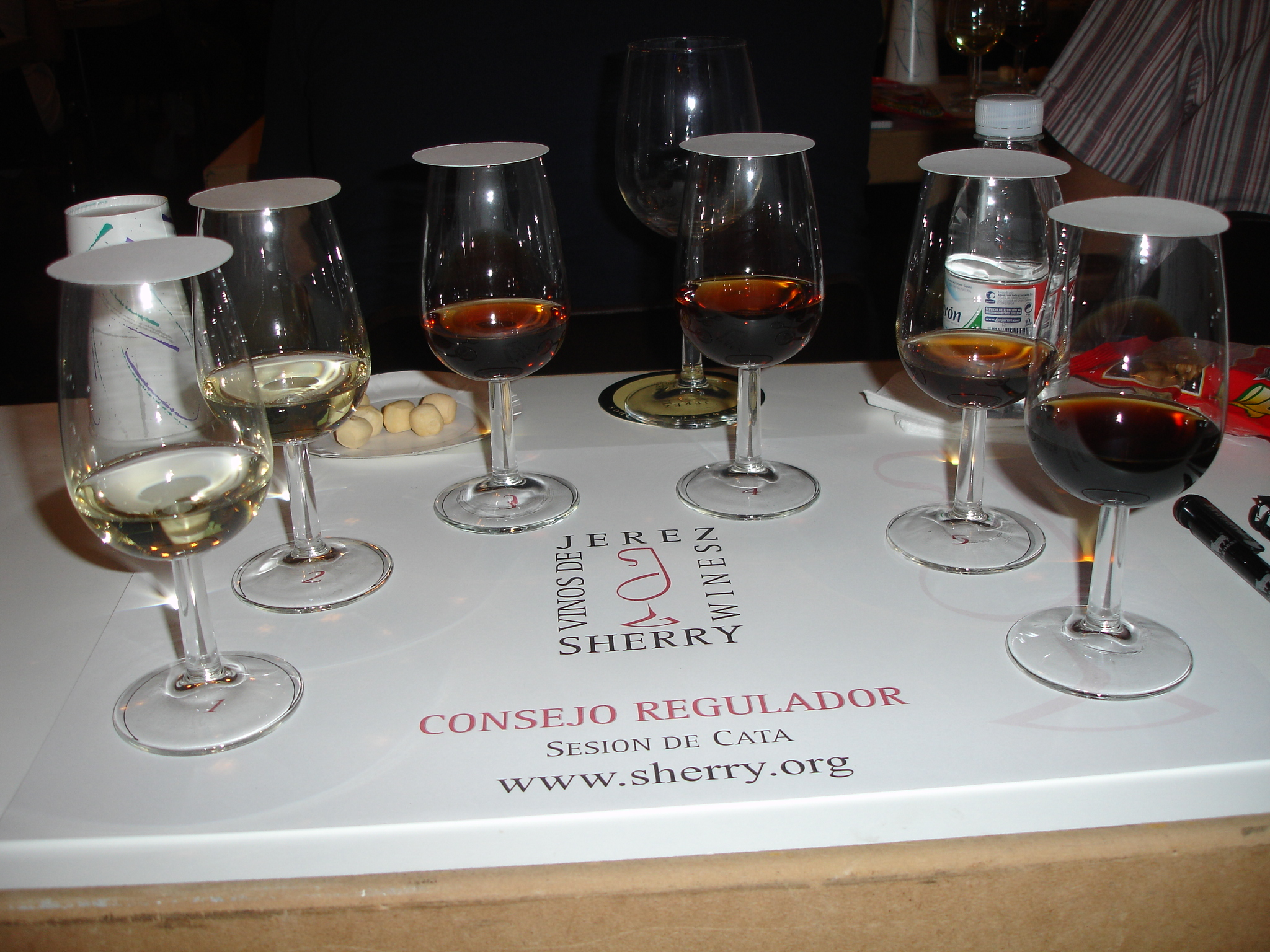
Kóstoló Sherrykből.

A sherry (spanyolul: jerez, franciául: xérès) a spanyolországi Jerez község környékén termő fehér szőlőből készülő likőrbor. A „sherry” szó a Jerez anglicizált megfelelője, így az Európai Unióban a sherry is védett földrajzi eredetű termék.
Hasonló neve ellenére nem tévesztendő össze a cherry brandy-ként ismert meggylikőrökkel vagy a – gyakran cherry fantázianéven forgalmazott – meggyes likőrborokkal; ezekkel ellentétben a sherryt nem ízesítik.

## A termőterület
Mind a bornak, mind az erősítéshez használt borpárlatnak a „Sherry-háromszögből” kell származnia. Ez Spanyolország andalúz borrégiójának Jerez-Xérès sherry borvidéke a Cádiz tartománybeli Jerez de la Frontera, Sanlúcar de Barrameda, és El Puerto de Santa María között. Ez Európa egyik legrégibb és legmelegebb éghajlatú szőlővidéke.

## Előállítása

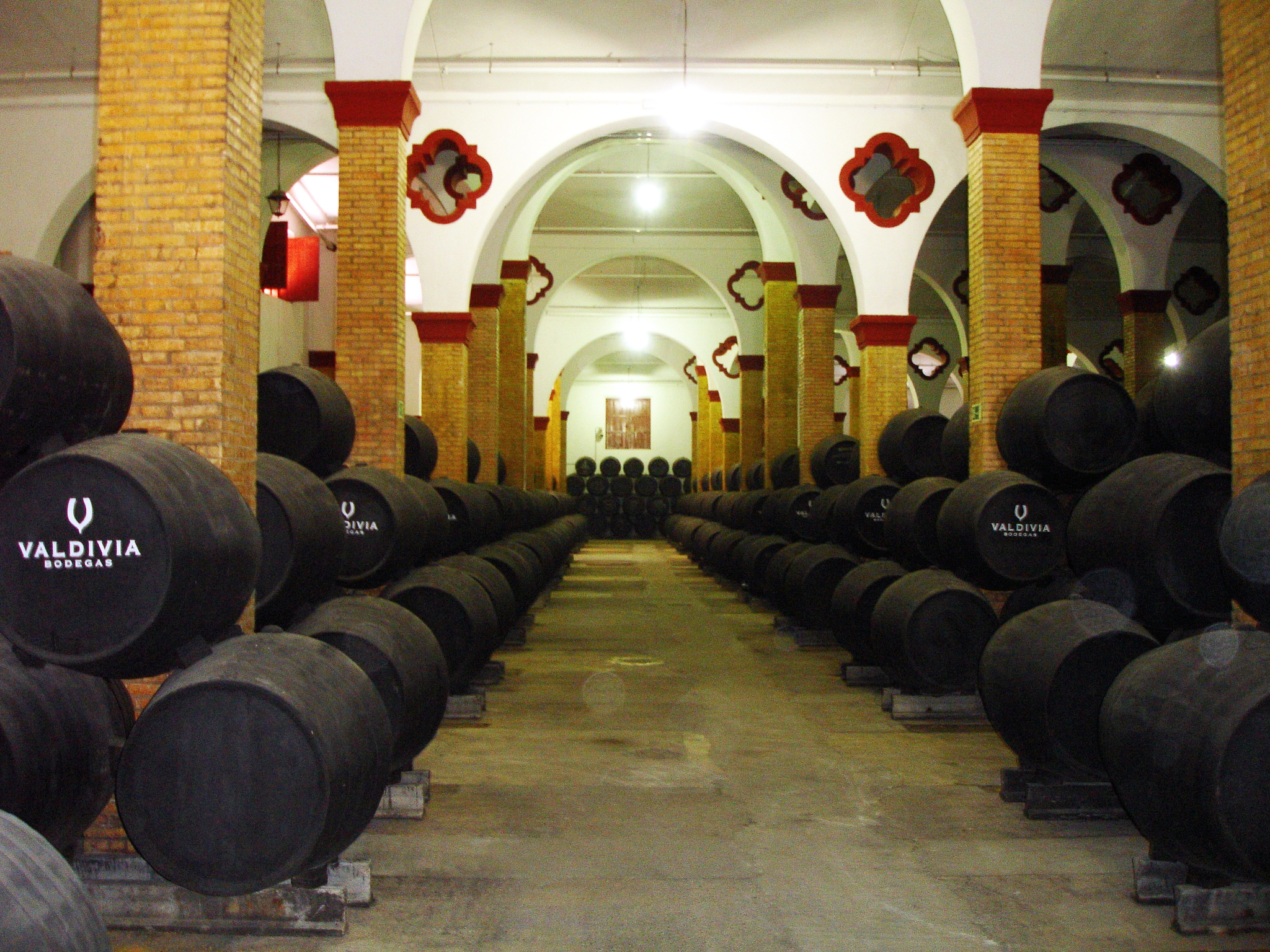
Sherrys hordók

A sherry készítéséhez megvárják a must teljes kiforrását, és ezután kevernek hozzá borpárlatot (brandyt). Több változatban készül a száraz, könnyű finótól a sokkal sötétebb és időnként édesebb olorosókig. Mivel a kiforrást nem szakítják meg, a sherryt utólag édesítik.
Nem a máshol megszokott pincékben érlelik, hanem bodegáknak nevezett hatalmas, katedrálisszerű csarnokokban.
A sherry az ún. solera-rendszerrel érlelik és keverik. Hordók hosszú sorát halmozzák egymásra több szintben. A legfelső sorba kerül a legfiatalabb bor, a legalsóba a legöregebb. Ez utóbbit hívják tulajdonképpen solerának (a spanyol suelo — talaj, padló szóból). A palackba mindig a földön fekvő sorból nyerik a bort. Évente kétszer 5–30 százaléknyi bort palackoznak. A kivett mennyiséget a felette levő sorból pótolják, és így folytatják ezt a legfelső sorig, amit végül az utolsó szüretből származó borral töltenek fel. Az érlelés így minimum 3 évig tart; ez a rendszer garantálja a sherry állandó ízét és minőségét.
Az érleléshez a sherrys hordókat nem töltik teljesen tele, hogy a bor jobban szellőzzön, és kialakulhasson a tetején egy finom élesztőréteg, az ún. flor. Mintegy hat héttel az érlelés kezdete után a hordókat tartalmuk szerint különböző kategóriákba sorolják - ekkor a bor alkoholtartalma még csak 11–12,5 %. Az újbort egy évig pihentetik, mielőtt erősítenék (=borpárlattal szeszeznék). A különféle kategóriákba sorolt borokat eltérő mértékben erősítik, 15–17,5 %-ra.
A sherry ízének alakulására erősen hat a flor. Az élesztőgombák az etanol, a glicerin és a szerves savak mellett a bor számos egyéb anyagát is felhasználják. A sherryk jellegzetes ízét adjó anyagcseretermékeik többek között az acetaldehid, az acetoin és illó észterek. A testesebb borokat 17,5 %-ig erősítik, ami megakadályozza a flor növekedését. Ezek a sherryk gyorsabban oxidálódnak és sötétebbek lesznek.

## Típusai
- Fino: ('finom' spanyolul). Ez a klasszikus sherry, mindig jól lehűtve kell fogyasztani. Világos szalmasárga színű ital, száraz ízzel.
- Manzanilla: a fino sherry olyan fajtája, amit Sanlúcar de Barrameda területén készítenek. Kissé sós aromája van.
- Amontillado: Ezt a típust először a flor élesztőréteg alatt érlelik, majd pedig levegőn szellőztetik, ami a finonál sötétebb aranyszínt és diós zamatot eredményez.
- Oloroso: ('illatos' spanyolul) Mivel nem képződik flor a felszínén, ezért a levegőn oxidálódik és a finonál sötétebb lesz. Többnyire Pedro Ximenez borral keverik, hogy félédes és édes sherryt kapjanak. Testesebb, mint az amontillado. Ez a legerősebb sherry-típus, akár 17-22% alkohollal.
- Palo Cortado: Ritka típus, átmenet az amontillado és az oloroso között.
- Cream sherry: Keverék típus, változatos színekben és ízekben. Leggyakrabban fino és oloroso keveréke, amit Pedro Ximenez vagy moscatel borok hozzáadásával édesítenek.